# Scleria densispicata
Scleria densispicata là loài thực vật có hoa trong họ Cói. Loài này được (C.B.Clarke) J.Kern miêu tả khoa học đầu tiên năm 1961.